# Петко Салчев
Петко Ненков Салчев е професор по социална медицина и здравен мениджмънт към НЦОЗА.
Управител е на НЗОК в периода от март 2020 до януари 2023, когато мандатът му е прекратен предсрочно.
Има богат професионален и управленски опит като директор на УМБАЛ "Царица Йоанна" ЕАД (2001-2003), заместник министър на здравеопазването (2003-2005), заместник директор на ИАМН.
Дългогодишен преподавателски и научен опит в МУ- София, УНСС, НЦОЗА, както и в секция "Макроикономика" към ИИИ на БАН (2011- до момента).
С над 200 публикации в български и международни издания.
През 2021 г. получава орден „Св. св. Кирил и Методий“.
През 2023 г. участва в парламентарните избори като кандидат на формация „Заедно“.